# 多尔金西站
多尔金西站（英語：Dorking West Railway Station）是英国英格兰萨里郡多尔金的一座车站，距离伦敦查令十字车站49.1km。多尔金另有两座车站多尔金站与多尔金迪普登站，多尔金西站是使用者人数最少的一座。此站位北唐斯线上的一座车站，经由该站的多有列车都由第一大西部铁路运营。

## 概要

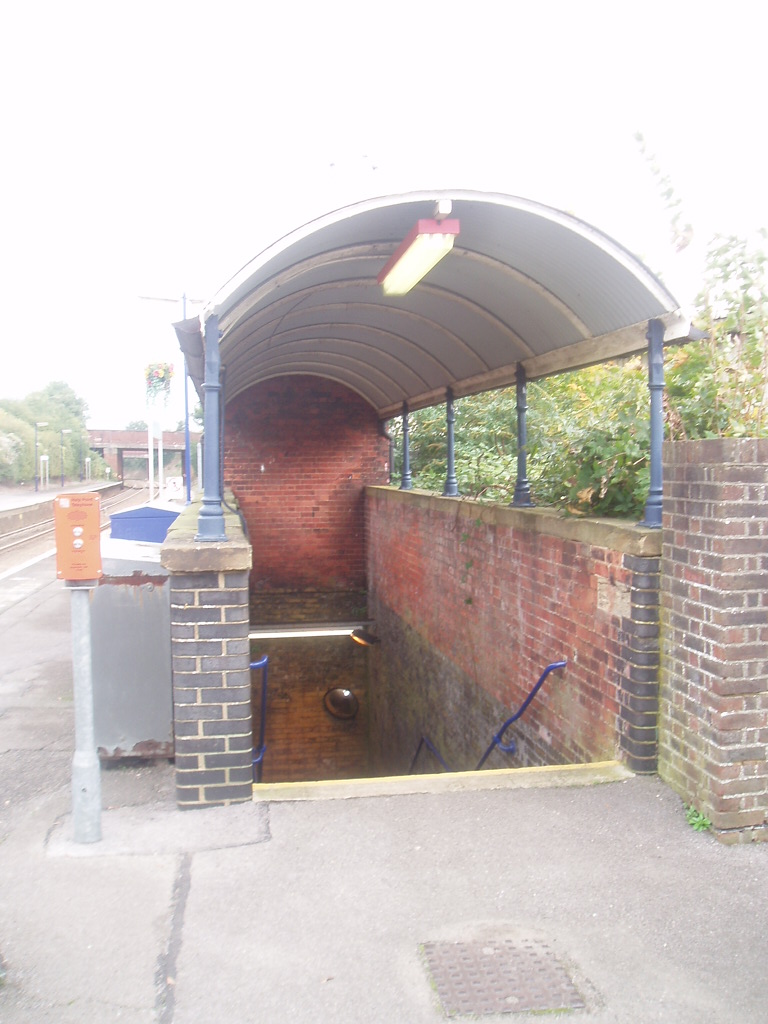
进入对面站台的地下通道入口

要访问多尔金西站，要前往车站路(英語：Station Road)，向南走，通过工业停车场，穿越一条没有路灯的人行道后便可抵达。尽管多尔金西站没有提供停车场，但是它在两侧都建造了无障碍设施轮椅通道。
尽管多尔金西站是多尔金三座车站中利用者人数最少的一座，但是官方年度铁路客运使用率数据(2010-2011年度)低至只有十几人纯粹是一个乌龙：这只是因为英国铁路大多数售票机中的“多尔金西”都被标注为“多尔金”出发。

## 历史
1849年，“雷丁、吉尔福德与赖盖特线”上设立了车站多尔金，它当时属于英国东南铁路并由之管辖，这座车站采用了典型的对向式站台，但是没有设立人行天桥。1867年，伦敦，布莱顿与南海岸线的一部分，从萊瑟希德到多尔金，有了它自己的一座“多尔金站”。为了避免混淆，车站易名为多尔金镇(英語：Dorking Town Railway Station)。1987年，英国东南铁路网将车站更名为多尔金西。
英国铁路公司在1963年关闭了车站的货场并是其无人管理化。

## 站台
多尔金西站有两个站台，采用对向式设计，每一个可以容纳5节编组的列车停靠。

## 班次
- 每2小时一班前往雷丁。
- 每2小时一班前往雷德希尔。（其中一班继续行驶至盖特威克机场站）[2]

## 毗邻车站
- 第一大西部铁路北唐斯线：果姆雪尔 - 多尔金西 - 多尔金迪普登